# Viverols
Viverols é uma comuna francesa na região administrativa de Auvérnia-Ródano-Alpes, no departamento Puy-de-Dôme. Estende-se por uma área de 12,49 km². Em 2010 a comuna tinha 416 habitantes (densidade: 33,3 hab./km²).